# Palazzo del Bargello (Firenze)
Il palazzo del Bargello è un edificio storico di Firenze, situato in un intero isolato tra via del Proconsolo 2-4, via Ghibellina 120, via dell'Acqua e via della Vigna Vecchia. Fu sede del capitano del popolo, poi del podestà e, dopo il 1502, del consiglio degli Anziani. Con l'instaurarsi dell'egemonia medicea nella seconda metà del Quattrocento, divenne prima la sede del Consiglio di Giustizia e dei Giudici di Ruota e, dal 1574, sede del bargello, ovvero il capo delle guardie, che provvedeva agli arresti, agli interrogatori e anche a eseguire le condanne capitali. Per quasi tre secoli ospitò anche un carcere, e solo nell'Ottocento il palazzo venne restaurato e adibito, nel 1865, a primo museo nazionale italiano, quando Firenze era capitale d'Italia. Oggi ancora ospita il Museo nazionale del Bargello, prevalentemente dedicato alla scultura e alle arti applicate. 
Si tratta di uno tra i più importanti edifici civili della città medievale per importanza e grandiosità, che appare nell'elenco redatto nel 1901 dalla Direzione Generale delle Antichità e Belle Arti, quale edificio monumentale da considerare patrimonio artistico nazionale. 

## Storia

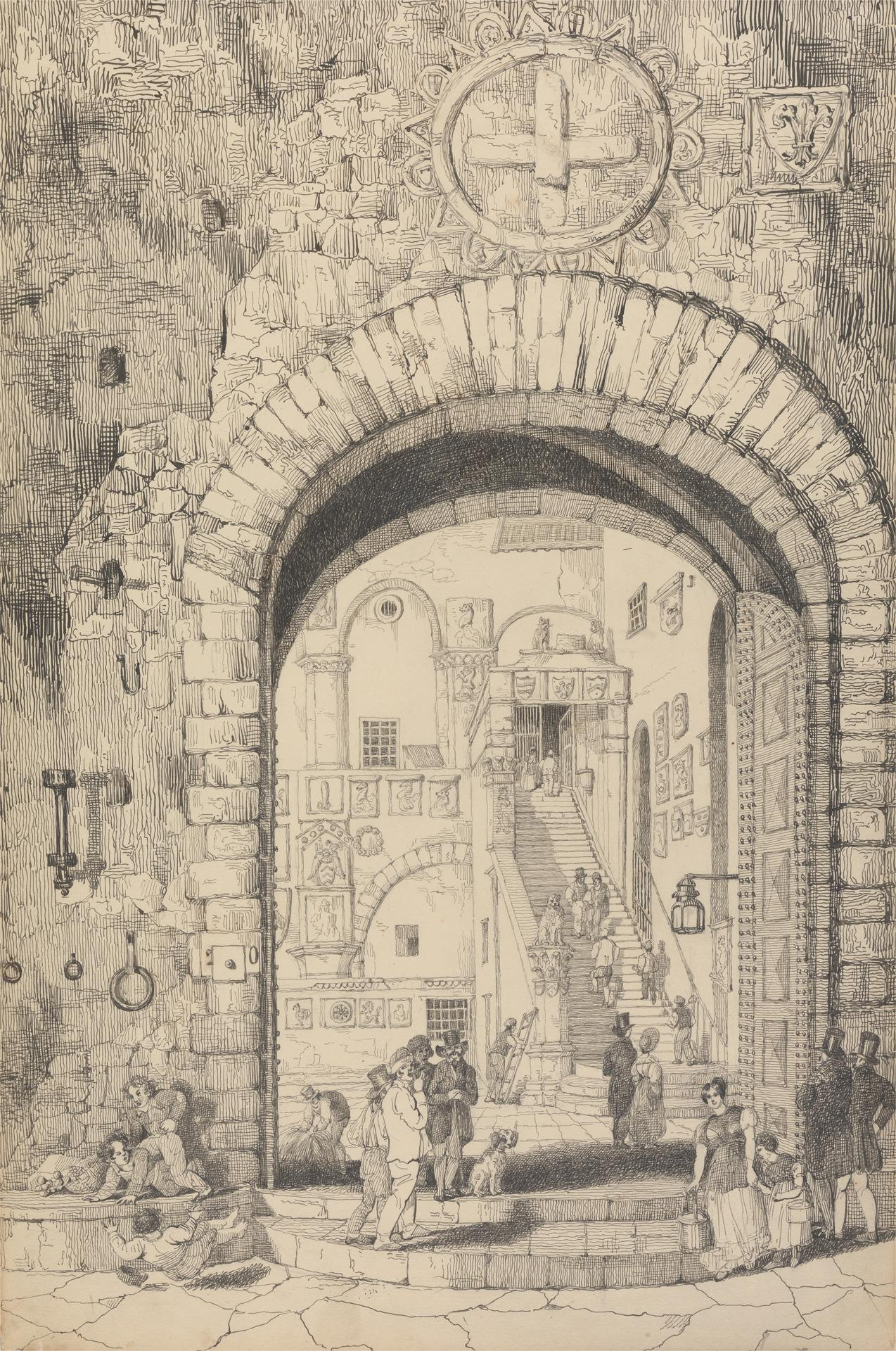
Entrata al Bargello in un disegno di Charles D'Oyly del 1842

Con la costituzione di Firenze a libero comune e la creazione della figura del capitano del popolo, venne costruito il palazzo più tardi detto del Bargello. Il primo nucleo, affacciato su via del Proconsolo, già iniziato nel 1255 (quarantatré anni prima del palazzo della Signoria), venne realizzato secondo Giorgio Vasari da Lapo Tedesco a fianco della torre detta la Volognana, già dei Boscoli, e su alcune case e torri della Badia Fiorentina. Tali lavori, terminati nel 1261, determinarono un grande parallelepipedo con il fronte principale su via del Proconsolo, soprelevato di un piano tra il 1340 e il 1345 da Neri di Fioravante per creare il salone del Consiglio Generale, come attesta anche il diverso tipo di muratura osservabile dall'esterno, il tutto completato da ballatoi in legno a sbalzo (di cui restano in facciata le buche pontaie e le mensole in pietra). A partire dalla fine del Duecento si costruì, in varie fasi, il secondo corpo di fabbrica che guarda su via dell'Acqua. Attorno al 1295 si definì il cortile porticato, tra il 1316 e il 1320 furono rialzati i lati su via Ghibellina e sulla stessa via dell'Acqua, nel 1320 quello del lato su via della Vigna Vecchia. Del 1345-1367 è la scala che ancora oggi segna il cortile, sempre riconducibile agli interventi compiuti sotto la guida di Neri di Fioravante sopra ricordati, coperta nel Quattrocento da una tettoia poi demolita nel corso del restauro ottocentesco. 

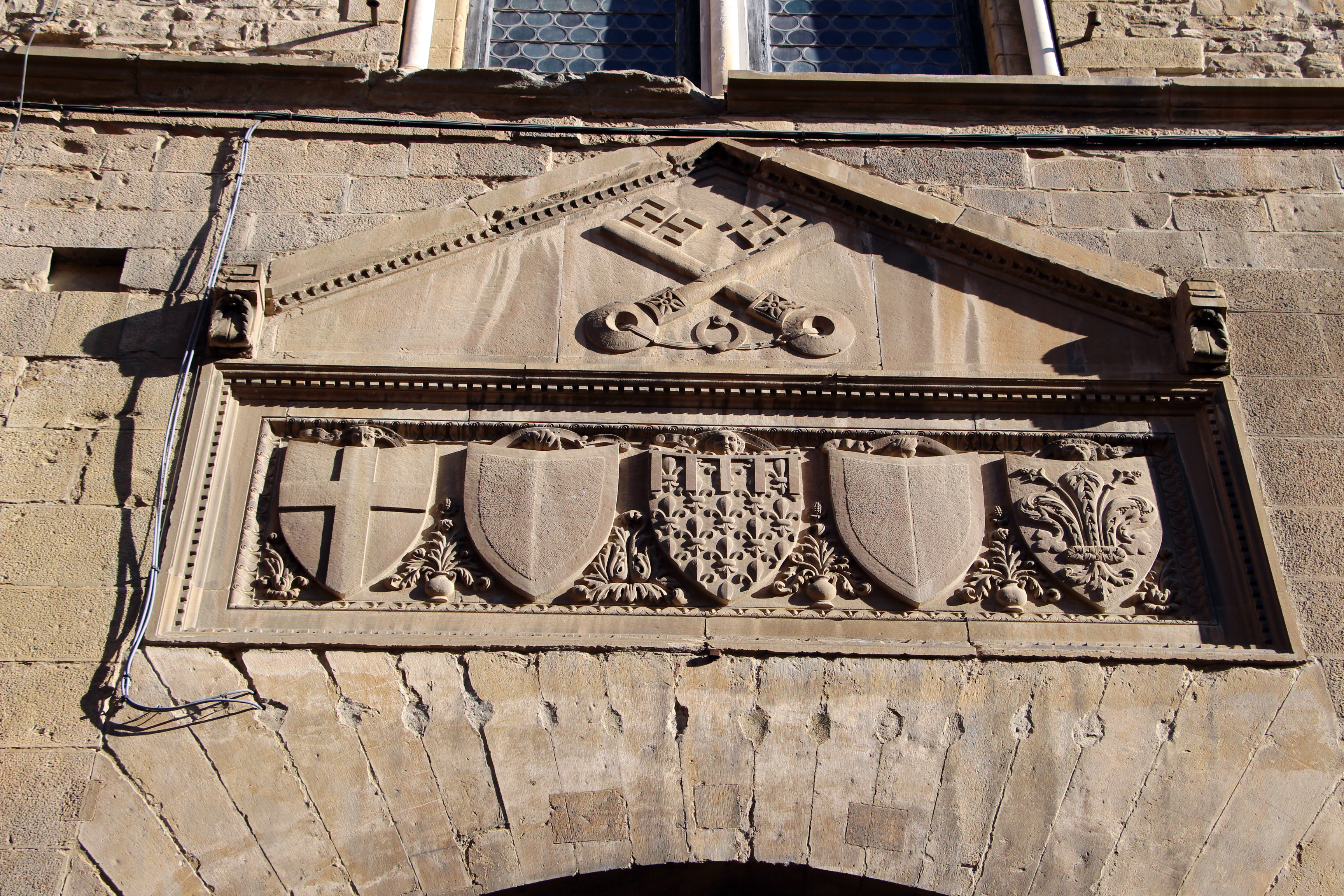
Stemmi civici cittadini: in alto le chiavi di San Pietro, come segno di devozione al papato; poi la croce del Popolo, lo stemma partito Firenze/Fiesole (due volte), lo stemma angioino e il giglio di Firenze

Nel frattempo era diventato sede anche del podestà e, dopo il 1502, del consiglio degli Anziani. Con l'instaurarsi dell'egemonia medicea nella seconda metà del Quattrocento, divenne prima la sede del Consiglio di Giustizia e dei Giudici di Ruota, e dal 1574, sotto il duca Cosimo I de' Medici, sede del Bargello, ovvero il capo delle Guardie, che provvedeva agli arresti, interrogatori e provvedeva anche ad eseguire le condanne capitali.
Nei quasi tre secoli, in cui venne adibito a carcere, nel cortile furono murati gli archi del loggiato e del verone, le sale più grandi vennero suddivise con tramezzi per ricavarne un maggior numero di celle e furono coperte le pitture e le decorazioni.
Negli anni quaranta dell'Ottocento, il barone Seymour Kirkup, assieme ad altri collaboratori, finanziò una serie di sondaggi all'interno della cappella di Santa Maria Maddalena, a seguito dei quali, il 21 luglio 1840, il pittore-restauratore Antonio Marini riportò alla luce un ritratto di Dante Alighieri, che secondo Vasari era stato dipinto da Giotto. Ciò nell'immediato, portò al ripristino dell'ambiente per le cure dell'architetto Francesco Leoni, affiancato da Pasquale Poccianti. Anche a seguito del clamore suscitato dal ritrovamento, nel 1857, si iniziò il ripristino dell'intera fabbrica.
Trasferito il carcere alle Murate, venne deciso nel 1859 il restauro del complesso protrattosi fino al 1865 e sotto la direzione di Francesco Mazzei, il quale ripristinato l'antico aspetto cercò di recuperare o rifare ex novo gli ornamenti architettonici e affidando le decorazioni pittoriche delle sale a Gaetano Bianchi che si ispirò a monumenti della stessa epoca.
Nel 1865 venne inaugurato il Museo nazionale al piano terreno vennero allestite due sale d'armi, con oggetti provenienti in parte dall'armeria medicea e dall'altra dal Guardaroba di Palazzo Vecchio, e una sala di scultura del Quattro-Cinquecento. Nel salone del primo piano trovarono posto le sculture proveniente dal salone dei Cinquecento in Palazzo Vecchio, che nel frattempo era diventato sede del Parlamento italiano.
Duramente colpito dall'alluvione del 1966, il palazzo ha poi subito una serie di restauri, ammodernamenti degli impianti e riordino delle collezioni. Tra i più recenti interventi negli interni si segnala l'allestimento della Sala di Michelangelo e della scultura del Cinquecento curata dall'architetto Carlo Cresti e inaugurata nel 1975. Il fronte che guarda a via del Proconsolo è stato interessato da un cantiere per il restauro del paramento lapideo nel 2010-2011 (direttore del cantiere architetto Maria Cristina Valenti, ditta esecutrice Mugelli Costruzioni, ugualmente presente anche nei numerosi altri interventi a interessare gli spazi interni nel 2002 e 2007-2008). Nel 2020 è stato aperto un nuovo cantiere per il restauro e il consolidamento delle facciate esterne, del cortile e degli stemmi (progetto architetto Cristiana Peciullesi, direzione lavori architetto Giancarlo Lombardi).

## Descrizione

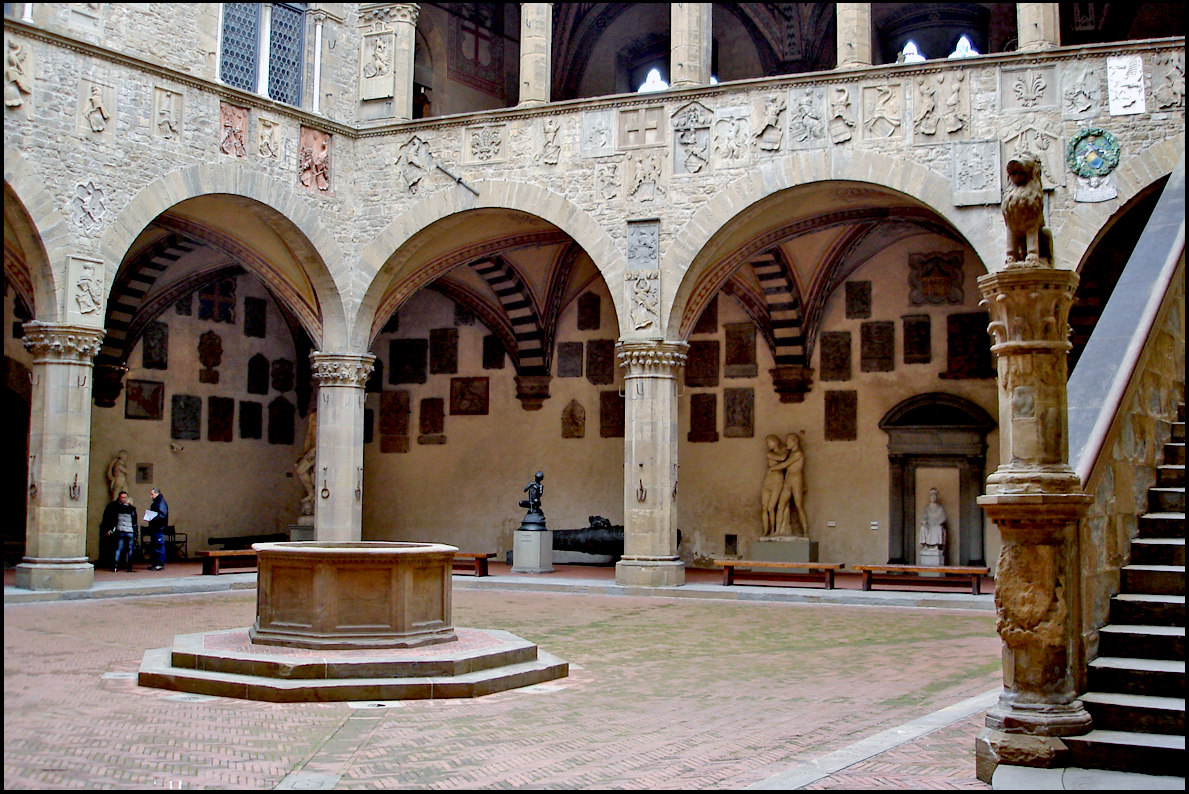
Il cortile del Bargello

Per la descrizione dei fronti si riporta quanto già annotato in Firenze 1974: "La parte più antica dell'edificio (1255-60) è quella che prospetta la via del Proconsolo e piazza San Firenze. Le due facciate, formanti angolo retto, sono spartite orizzontalmente da sottili cornici: al pianterreno si aprono porte e finestre architravate con arco di scarico; segue una zona a due piani, con paramento liscio, come in quella inferiore, animata da bifore in basso e da semplici finestre in alto; l'ultima zona è a muratura rustica, con coronamento merlato aggettante su mensole e archetti ogivali. Verso la piazza taglia la seconda cornice un alto finestrone a bifora, che dà luce alla Sala del Consiglio, aperto nel 1345 su disegno di Benci di Cione. La parte retrostante dell'edificio, verso le vie della Vigna Vecchia e dell'Acqua, venne costruita tra il 1325 e il 1346: ripete la sfilata delle bifore, queste più slanciate delle precedenti ed ha finestroni lobati in alto". 
Sull'angolo tra via dell'Acqua e via Ghibellina è un tabernacolo con cornice neogotica (1859) che conserva un affresco staccato di Fabrizio Boschi raffigurante San Bonaventura che visita i carcerati, commissionati dalla Compagnia di San Bonaventura dei Carcerati (1589), e restaurato nel 1996 da Daniela Dini per le cure di Silvestra Bargellini (in memoria di Piero Bargellini).

### La torre Volognana

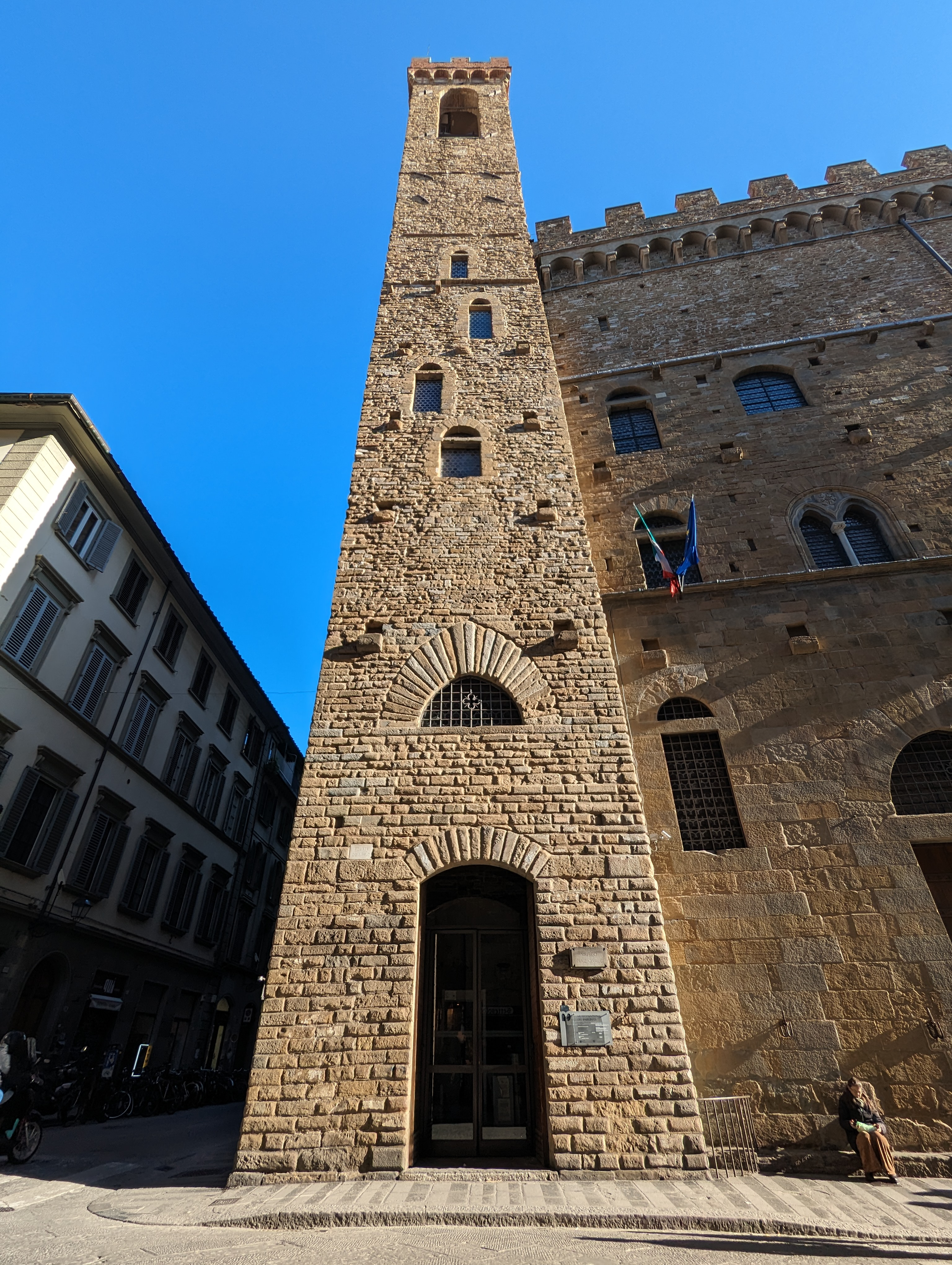
La torre Volognana

Sul Canto del Bargello all'angolo con via Ghibellina, si trova, inglobata nel fianco del palazzo, la torre denominata "Volognana", a Firenze l'unica torre d'origine privata che, diventata parte di un palazzo pubblico, abbia conservato la primitiva altezza (57 metri). Venduta al Comune nel 1254 assieme ad altre proprietà circostanti sia dei Boscoli sia dei Riccomanni, si trasformò in torre del nuovo palazzo del capitano del Popolo. La denominazione della torre come Volognana si imporrebbe a partire da questo momento, in relazione al nome del primo detenuto che qui sarebbe stato imprigionato, Geri da Volognano. Ciò detto, sono evidenti le modifiche intercorse nel tempo che hanno trasformata la fabbrica da casatorre a torre campanaria, con la cella aerea che accoglie la campana detta la Montanina, in quanto presa al castello di Montale nel 1302, spezzata e rifusa nel 1381. Essa suonava sempre in funeste occasioni come per richiamare i giovani alle armi, o per annunciare esecuzioni capitali, o in caso di sollevazioni e tafferugli che generavano sempre feriti e morti. I tristi rintocchi originarono un modo di dire che veniva affibbiato ad una persona che parlava male di tutti: "Ha la lingua lunga come la campana del Bargello; quando suona, suona sempre a vituperio".
"Sulla torre è situata la campana che con lento e sgradevole suono annunziava in passato l'ora della sera nella quale dovevano i cittadini deporre le armi e ritirarsi; suona anch'oggi, senza scopo, dalle ore 10 e mezzo alle 11 di notte, e previene il pubblico del momento in cui si espongono alla pubblica vista quegl'infelici che una malvagia condotta gli ha meritato la condanna a' lavori forzati. Sulle esterne pareti di essa si facevano dipingere per segno di eterna ignominia i ribelli e traditori della patria, e perciò Tommaso di Stefano, detto Giottino, vi ritrasse l'iniquo Gualtieri duca d'Atene co' suoi partigiani, che il popolo, indignato delle sue iniquità, cacciò dalla direzione del governo della Repubblica a' 26 di luglio del 1343. Tali dipinture furono del tutto cancellate dal tempo, e solo qualche tenue avanzo, appena visibile, ve ne potrà rinvenire chi attentamente osserverà la facciata della torre che rimane a settentrione" (Fantozzi 1842). Sotto i beccatelli della merlatura (di tipo guelfo) a coronamento si trovano alcuni stemmi civici: il giglio fiorentino, la croce del Popolo e lo stemma angioino (da quando Renato d'Angiò si era fatto garante della libertà del Comune).
Per quanto riguarda la storia conservativa del manufatto si segnala l'importante intervento di restauro effettuato dalla Soprintendenza ai Monumenti nel periodo immediatamente successivo l'alluvione del 1966, con applicazione di catene in ferro, consolidamento dei paramenti e sostituzione del manto di copertura.

### Il cortile
Il cortile, porticato su tre lati con archi a tutto sesto su pilastri ottagonali, venne realizzato nel XIII secolo e arricchito nel secolo successivo dal verone e dalla scala goticheggianti, quest'ultima, costruita su lato non porticato, da Neri di Fioravanti tra il 1345 e il 1367.
Con la destinazione a carcere del Palazzo vennero tamponati gli archi del loggiato e del verone. Nella seconda metà dell'Ottocento il cortile fu la parte del palazzo maggiormente valorizzata dai restauri del Mazzei, vennero riaperte le logge e il verone e furono restaurati i superstiti stemmi dei podestà e dei giudici di ruota, nelle volte sotto il loggiati vennero eseguiti affreschi di Gaetano Bianchi con i gonfaloni dei quartieri e alcuni stemmi dei podestà.

### Lapidi
Su via del Proconsolo, vicino alla contanata con piazza San Firenze, si trova una lapide del 1255, la più antica datata e ancora in situ della città:
| + SVMM ALEXANDER SĈS QVE MVNDVS ADORAT CV PASTOR MV́DI REGNABĀT REX GVLIELMVS · ET CV́ VIR SPLENDÊS ORNATVS NOBILITATE; DE MEDIOLANO DE TVRRI SIC ALAMANNUS; VRBEM FLORENTÊ GAVDENTI CORDE REGEBAT MENIA TVNC FECIT VIR CÔSTĀS ISTA FVTVRIS · QVI PREERAT PPLO FLORENTI BARTHOLOMEVS MĀTVA QVEM GENVIT COGNOMINE DE NVVVLONO FVLGENTÊ SENSV CLARV́ PROBITATE REFVLTVM QVÊ SIGNĀT AQVILE REDDVŤ SVA SIGNA DECORVM IN SIGNVM PPLI QVOD CÔFERT GAVDIA VITE ⁂ ILLIS QVI CVPIVNT VRBEM CONSVRGERE CELO ⁂ QVAM FOVEAT XP̃S COSERVET FEDERE PACIS ⁂ ESSŤ QVIA CV́CTORVM FLORENTIA PLENA BONORV́ · HOSTES DEVICIT BELLO MAGNOQ TVMVLTV ⁂ GAVDET FORTVNA SIGNIS POPVLOQ POTENTI ⁂ FIRMAT EMIT FERVENS STERNIT NV́C CASTRA SALVTE QVE MAREQVE TERRĀQVE TOTV́ POSSIDET ORBEM · PER QVAM REGNANTÊ FIT FELIX TVSCIA TOTA ⁂ TĀ QVĀ ROMA SEDET SEMPER DVCTVRA TRIVMPHOS · OMNIA DISCERNIT CERTO SVB IVRE CONHERCENS ⁂ ANNIS MILLENIS BIS CENTVM STANTIBVS ORBE ⁂ PENTA DECEM IVNCTIS XP̃I SVB NOMINE QVINQ CVM TRNA DECIMA TVNC TÊPORIS INDITIONE · |

La trascrizione per esteso è: «Summus Alexander Sanctus quem mundus adorat, cum pastor mundi regnabant rexque Guglielmus et cum vir splendens ornatus nobilitate de Mediolano, de Turri sic Alamannus, urbem florentem gaudenti corde regebat moenia tunc fecit vir constans ista futuris qui praeerat populo florenti, Batholomeus Mantua quam genuit cognomine de Nuvolono, fulgente sensu clarum probitate refultum, quam signant aquilae reddunt sua signa decorum in signum populi, quod confert gaudia vitae illis qui cupiunt urbem consurgere coelo, quam foveat Christus conservet foedere pacis. Esset quia cunctorum Florentia plena bonorum hostes, devicit bello magnoque tumultu, gaudet fortuna signis populoque potenti. Firmat emit fervens sternit nunc castra salute, quae mareque terramque totum possidet orbem. Per quam regnantem fit felix Tuscia tota, tam quam Roma sedet semper ductura triumphos, omnia discernit certo sub iure. Cohercens annis millenis bis centum stantibus orbe penta decem iunctis Christi sub nomine quinque cum terna decima tunc temporis indictione».
Traduzione: «Quando regnavano il santo sommo Alessandro, pastore del mondo e che il mondo adora, e il re Guglielmo, e quando governava la città di Firenze con animo lieto un uomo illustre e nobile, cioè Alemanno della Torre di Milano, fu allora che un uomo energico costruì queste mura per i posteri. Costui, Bartolomeo Nuvoloni nativo di Mantova, fulgido di senno, ragguardevole e sorretto dalla probità, era a capo del popolo fiorentino, avente come insegna le aquile e tale insegna lo rende degno di onore sotto l'insegna del popolo che offre le gioie della vita a quanti desiderano che s'innalzi al cielo la città che Cristo protegga e conservi con un patto di pace. Poiché Firenze era piena di tutti i beni, egli vinse i nemici in guerra e in un grande tumulto, egli gode della buona sorte grazie alle insegne e al potere popolare, rafforza, compra, con impeto abbatte ora gli accampamenti grazie alla prosperità che abbraccia il mare, la terra e tutto il mondo. Quando essa [Firenze] regna tutta la Toscana diventa felice; sta salda come Roma, sempre pronta a riportare trionfi; si rende conto di tutto e impone leggi infallibili. Correndo nel mondo l'anno 1255 dell'era cristiana con la tredicesima indizione allora del tempo.» 
Vicino all'ingresso del cortile del Bargello in via Ghibellina era presente una targa oggi probabilmente nei depositi, ma nota dalle trascrizioni, che vietava assolutamente di disturbare le ultime ore dei condannati a morte assistiti dai confratelli della Croce al Tempio nella vicina cappella della Maddalena, dentro il palazzo; la targa oggi appare rimossa, ma ne restano i supporti in metallo:
| NIVNO ARDISCA ACCOST ARSI ALLA CAPPELLA MEN TRE VI SONO DESTINATI ALLA MORTE SOTTO QVELLA PENA PECVNIARIA ET AFFLIT TIVA CHE PARRÀ AL MAG ISTRATO DEGLI OTTO ET NESSVNO [...] VOMO GARZONE VI INT RODUCA ALCVNO SOTTO LA SVDDETTA O MAGGIOR PENA |

Un'altra targa poi si trova vicino all'angolo del palazzo, presso la torre, anche questa scarsamente leggibile ma nota da trascrizioni, che raccomanda precauzioni necessarie contro il rischio di incendi, anche prevenendo anche i casi malintenzionati, di "qualsiasi grado e condizione", a "rigoroso arbitio dei Magistrati loro":
| A DÌ 26 GENN 1771 LI SPETTABILI SS OTTO DI GVARDIA E BALIA DELLA CITTÀ DI FIRENZE PROIBIRONO A QVALVNQVE PERSONA DI QUALSIASI STRATO GRADO E CONDIÑE CHE IN AVVENIRE NESSVNO ARDISCA APPOGGIARE LEGNI NÉ VERVN ALTRA COSA COMBVSTIBILE, NÉ ACCENDERE O ACCOSTARE FVOCO ATTORNO LE MVRA PER OGNI PARTE DI QVESTO PALAZZO DI GIVSTIZIA FINO ALLA METÀ DELLA STRADA PVBLICA ALLA PENA DELLA CATTVRA CARCERE ET ARBITRIO RIGO DELL MAG LL |

All'interno del museo, specificamente nell'attuale sala della biglietteria, si trovano poi altri bandi dei Signori Otto, provenienti da vari ambienti, esterni o interni, del palazzo:
| ADÌ PRIMO LVGLIO 1664 GLI SPETTABILI SS.OTTO DI GVARDIA E BALIA DELLA CITTÀ DI FIRENZE PROIBISCONO QVALSI VOGLIA PERSONA L'ACCOS TARSI A QVESTA FINESTRA A BRACCIA 6 SOTTO PENA DE LLA CATTVRA E ARBITRIO |

Probabilmente si riferisce alla finestra della cella dei condannati a morte.
| ADÌ 23 AGOSTO 1757 GLI SPETTABILI SS.OTTO PROIBIRONO A QVALVNQVE PERSONA IL FARE IMMONDEZZE PER TVTTA QVANTA L'ESTENSIONE DEL'ANDITO CHE DAL SALONE DI QVESTO PALAZZO CONDVCE IN FACCIA ALLA PORTA DELLA CANCELL. DELLA CAMERA GRANDVCALE E SVOLTANDO CONDVCE NELLA CORTACCIA SICCOME NELLA PROIB. FARE IMMONDEZZE NELLA CORTACCIA MEDESIM. A RISERVA DE LVUOGHI DESTINATI A TAL COMODO ALLA PENA DELLA CATTVRA CARCERE ET ARBITRIO DEL MAGISTRATO LL. CONTRAVENENDO |

La lapide fu rinvenuta durante i lavori di restauro del palazzo.
Un'altra lapide, datata 1708 e leggibile solo in parte, pare che tutelasse la vigna e l'orto dei padri Teatini di Sant'Apollinare, forse un rimasuglio della "vigna vecchia" che dà tuttora il nome a via della Vigna Vecchia.
| ADÌ ... ... 1708 GLI SPETT. SS.OTTO DI GVARDIA E BALIA DELLA CITTA DI FIR. PROIBIS. A QVALSIVOGLIA PERSONA LENTRA NELA VIGNA ER ORTO RE RR. PP. DI S. A POLINAR SOTTO PENA DI TRATTI DVE DI FUNE ET ARBITRIO · GIVSEPPE VESINI CAN. MAGGIORE |

La trascrizione, che è intuitiva dove le lettere non sono più leggibili, può essere riscritta in italiano più corrente così: «Addì [...] 1708. Gli spettabili Signori Otto di Guardia e Balia della città di Firenze proibiscono a qualsivoglia persona l'entrare nella vigna e nell'orto dei Reali Padri di Sant'Apollinare, sotto pena di tratti due di fune e arbitrio (loro). Giuseppe Vesini (o Ulsini) capitano maggiore».

## Bibliografia

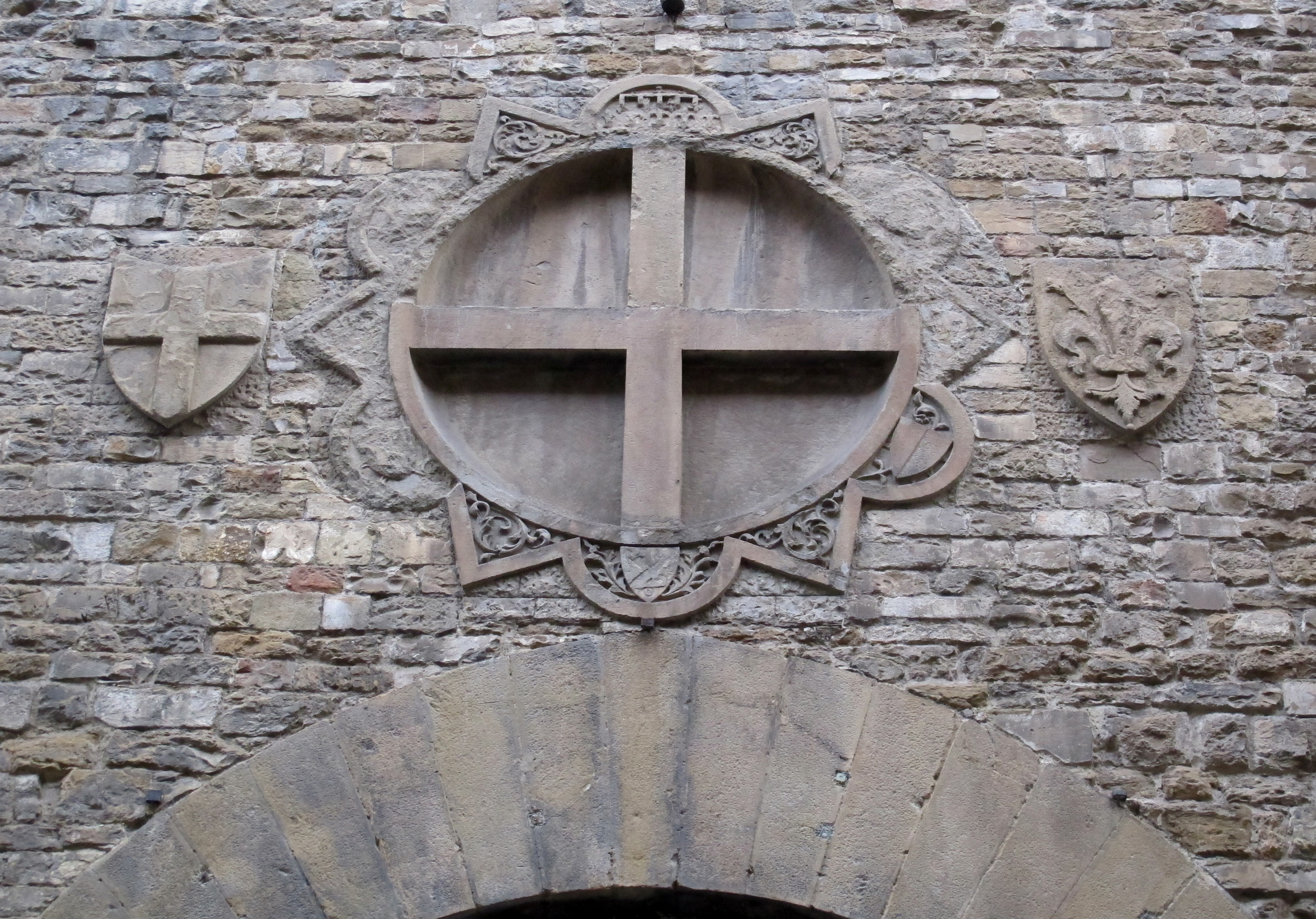
Rappresentazione araldica del Capitano del Popolo, con la Croce del Popolo, tra gli stemmi di Firenze (ai lati) e dei suoi protettori, il papato e Renato d'Angiò (nella cornice)

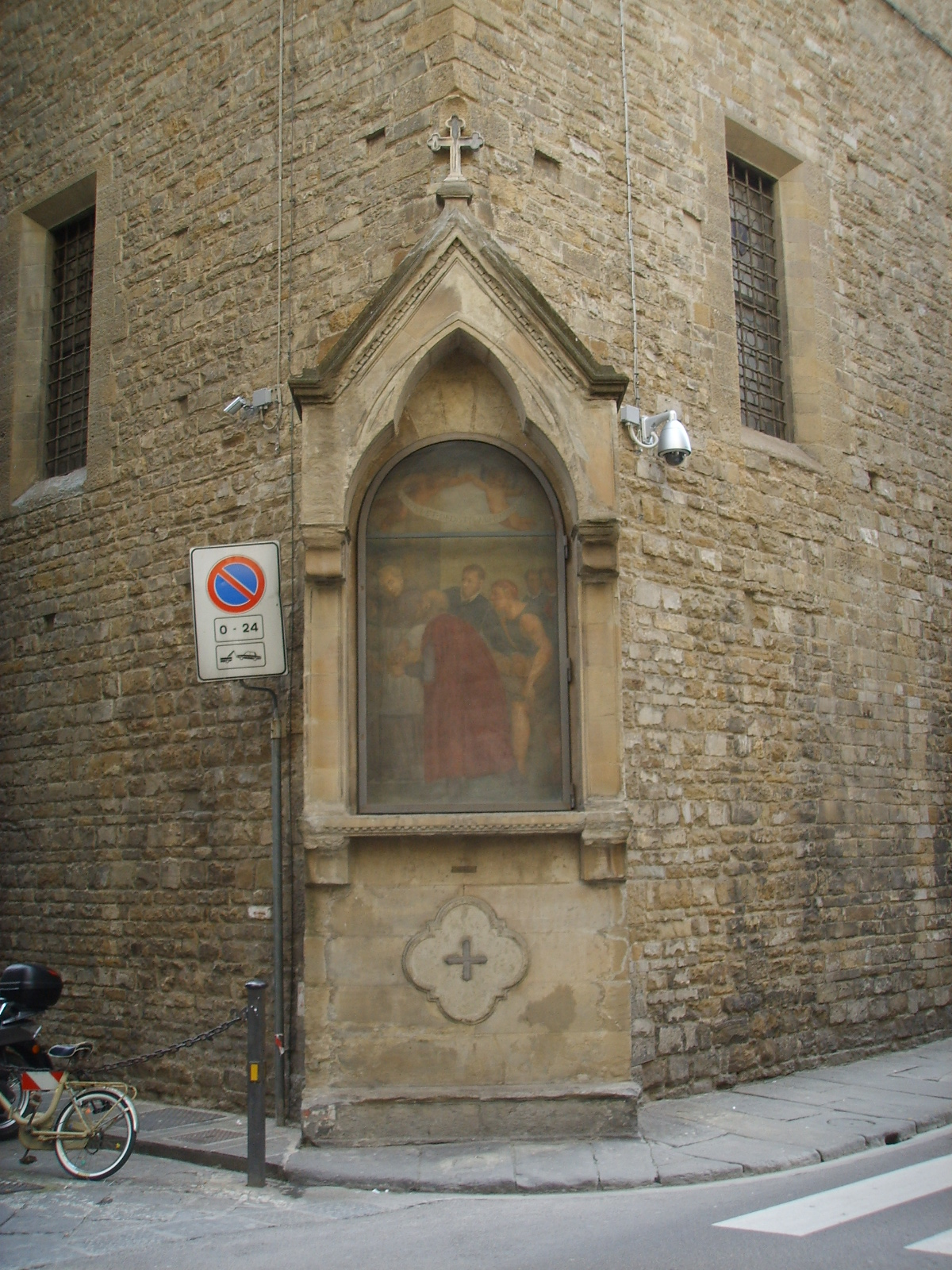
Il tabernacolo del Bargello

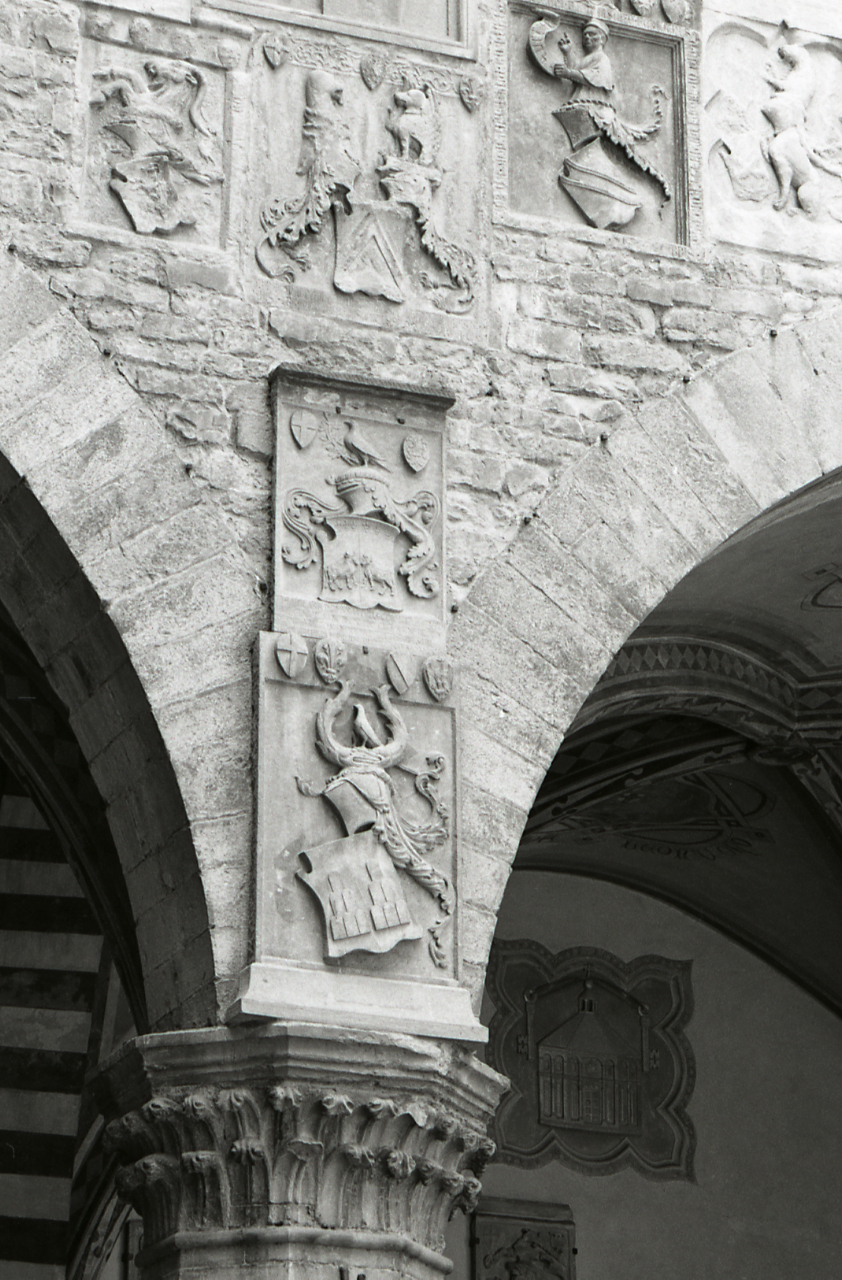
Stemmi di podestà nel cortile del Bargello

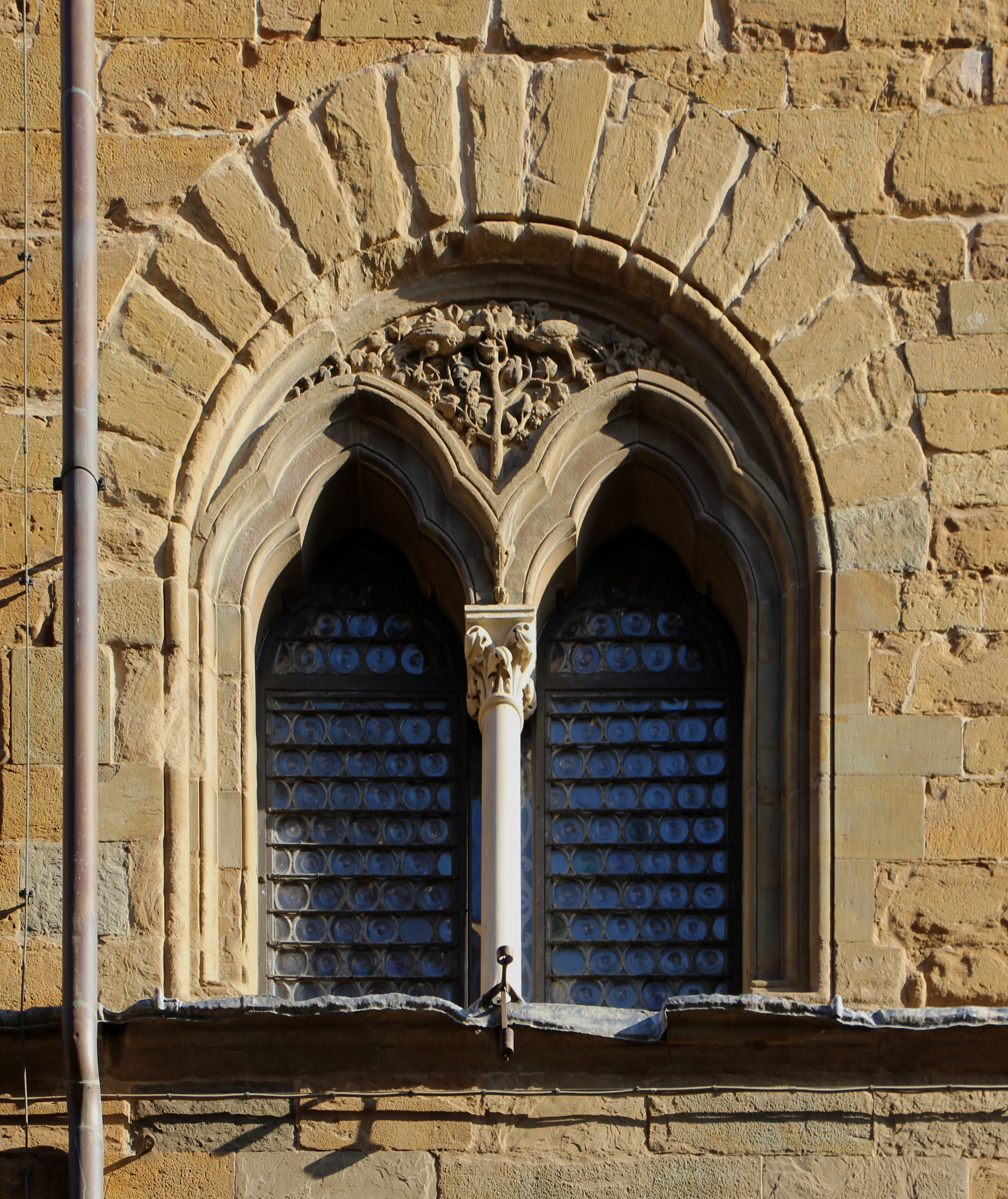
Una bifora su via della Vigna Vecchia con una rappresentazione di uccelli presso una vite